# Scelotes uluguruensis
Scelotes uluguruensis är en ödleart som beskrevs av  Barbour och LOVERIDGE 1928. Scelotes uluguruensis ingår i släktet Scelotes och familjen skinkar. Inga underarter finns listade i Catalogue of Life.